# Numero di Nusselt
Il numero di Nusselt, {\displaystyle \mathrm {Nu} }, è il gruppo adimensionale che esprime il rapporto tra il flusso di calore scambiato per convezione e il flusso di calore scambiato per conduzione.
Prende il nome dall'ingegnere tedesco Ernst Kraft Wilhelm Nusselt.
Il suo analogo per lo scambio di materia è il numero di Sherwood.

## Definizione matematica
Il numero di Nusselt può essere espresso dalla seguente relazione:
{\displaystyle \mathrm {Nu} ={\frac {hd}{\lambda }}}
dove (indicando le unità di misura secondo il SI):
- {\displaystyle h} è il coefficiente di scambio termico, anche detto coefficiente convettivo in {\displaystyle \left[\mathrm {W} \mathrm {m} ^{-2}\mathrm {K} ^{-1}\right]};
- {\displaystyle d} è la lunghezza caratteristica in {\displaystyle \left[\mathrm {m} \right]}, che dipende dal caso preso in esame (generalmente è pari al diametro equivalente del condotto);
- {\displaystyle \lambda } è la conduttività termica in {\displaystyle \left[\mathrm {W} \mathrm {m} ^{-1}\mathrm {K} ^{-1}\right]}.

### Derivazione dalla legge di Fourier
Il numero di Nusselt si ottiene adimensionalizzando la legge di Fourier:
{\displaystyle \mathbf {q} =-\lambda \nabla T}
dove:
- {\displaystyle \mathbf {q} } è la densità di flusso termico in {\displaystyle \left[\mathrm {W} \,\mathrm {m} ^{-2}\right]};
- {\displaystyle \lambda } è la conduttività termica;
- {\displaystyle T} la temperatura nel fluido in {\displaystyle \left[\mathrm {K} \right]}.

Introducendo le seguenti quantità adimensionalizzate:
{\displaystyle \nabla '=d\nabla }
{\displaystyle T'={\frac {T-T_{h}}{T_{h}-T_{c}}}}
si ha:
{\displaystyle -\nabla 'T'={\frac {\mathbf {q} }{(T_{h}-T_{c})}}{\frac {d}{\lambda }}={\frac {hd}{\lambda }}}
dove si è utilizzata l'equazione {\displaystyle \mathbf {q} =h(T_{h}-T_{c})}.
L'equazione quindi diventa:
{\displaystyle \mathrm {Nu} =-\nabla 'T'}

## Interpretazione fisica
Il numero di Nusselt rappresenta l’incremento della potenza termica trasmessa per convezione attraverso uno strato di fluido rispetto a quella trasmessa per conduzione attraverso lo stesso strato.
Il valore unitario {\displaystyle (\mathrm {Nu} =1)} è caratteristico della trasmissione del calore per conduzione pura attraverso lo strato di fluido. All'aumentare del valore di {\displaystyle \mathrm {Nu} } risulta sempre più sviluppato il fenomeno della convezione.
Può essere visto anche come il rapporto tra la resistenza al trasporto di calore per diffusione e quella al trasporto di calore per convezione.
{\displaystyle \mathrm {Nu} ={\frac {hd}{\lambda }}=\left({\cfrac {d}{\lambda A}}\right)/\left({\cfrac {1}{hA}}\right)={\frac {R_{diffusione}}{R_{convezione}}}}

## Applicazioni
Il numero di Nusselt viene utilizzato nei problemi di convezione termica, in quanto la sua determinazione permette di conoscere il coefficiente di scambio termico convettivo fra il fluido e la parete. Può perciò essere utile conoscerne il valore medio sulla parete in considerazione, ottenuto come media integrale:
{\displaystyle {\overline {\mathrm {Nu} }}=-{{1} \over {S'}}\int _{S'}^{}\mathrm {Nu} \,\operatorname {d} S'}
dove:
{\displaystyle S'={\frac {S}{d^{2}}}}
Generalmente il numero di Nusselt è valutato in funzione del numero di Prandtl e del numero di Grashof per convezione naturale, oppure in funzione del numero di Prandtl e del numero di Reynolds per convezione forzata. 
In particolare nel caso di convezione naturale può essere determinato dalla relazione seguente:
{\displaystyle \mathrm {Nu} =C\,\mathrm {Gr} ^{n}\mathrm {Pr} ^{m}}
mentre nel caso di convezione forzata può essere determinato dalla relazione seguente:
{\displaystyle \mathrm {Nu} =C\,\mathrm {Re} ^{n}\mathrm {Pr} ^{m}}